# Коицу, Цутия
Цутия Коицу (яп. 土屋光逸 цутия ко:ицу) (1870—1949) — японский художник, принадлежавший к школе Син-ханга. Школа Син-ханга  была известна своей преемственностью с традиционной японской гравюрой укиё-э, и была основана на работе своеобразных «творческих квартетов»:  художник—гравер—печатник—издатель, что отличало её от модернистской школы Сосаку-ханга, где художник выполнял всю работу сам.

## Биография
Цутия Коицу (настоящая фамилия Коити) родился в Хаммамацу, в японской сельской местности. Он уехал в Токио в возрасте 15 лет, чтобы быть учеником у гравера по дереву по имени Мацудзаки, который работал на Кобаяси Киётику (1847-1915), художника, известного своими жанровыми сценами и военными гравюрами. Вместо того, чтобы остаться у гравера, Коицу вскоре перешёл в мастерскую художника, и пробыл там до достижения 19 лет. В течение этого времени он научился рисованию и графической композиции.
Первые самостоятельные гравюры Коицу были посвящены Японо-китайской войне 1894-1895 годов, теме, которая была очень злободневной в то время. Позже Коицу начал создавать рисунки в стиле Син-ханга. Как говорят, его подтолкнуло к этому созерцание садов цветущей сакуры в знаменитом монастыре Гион, Киото. За свою творческую карьеру Коицу сделал несколько десятков рисунков для издателя Сэдзабуро Ватанабэ, с именем которого связано создание художественной школы син-ханга («новые гравюры»), а затем работал в основном с Дои Садаити, а также сделал несколько рисунков для других издателей.
Гравюры Коицу — это в основном пейзажи, служившие художнику для выражения неуловимых эмоций, света и атмосферы. Если в ранних работах художник охотно затрагивал военные и политические темы, то в поздний период основное содержание его искусства составлял чистый отвлечённый эстетизм, обращённый к историческим корням японской культуры.
Цутия Коицу, как считается, не имеет никакого отношения к Исивате Коицу, другому известному художнику того периода.

## Галерея

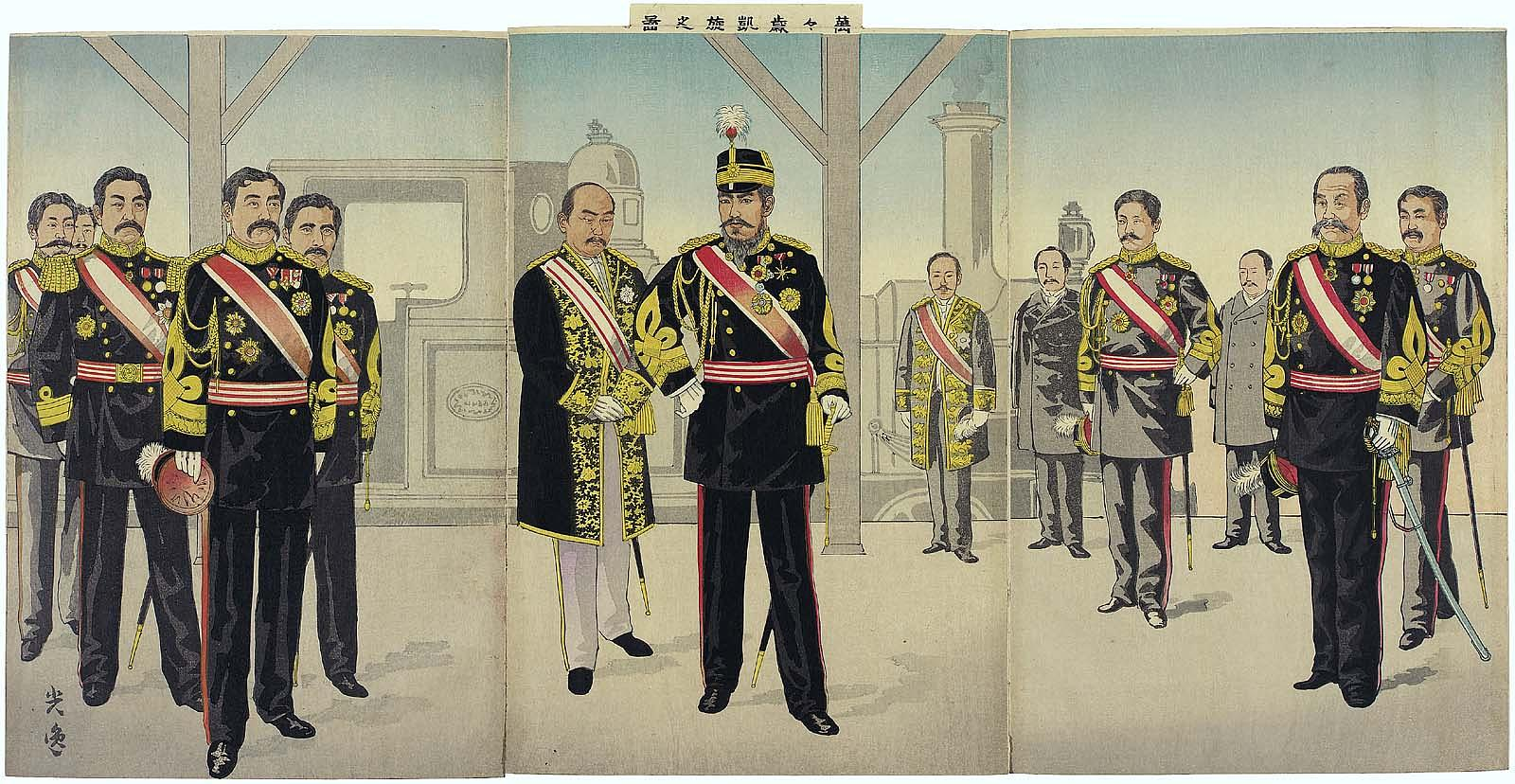
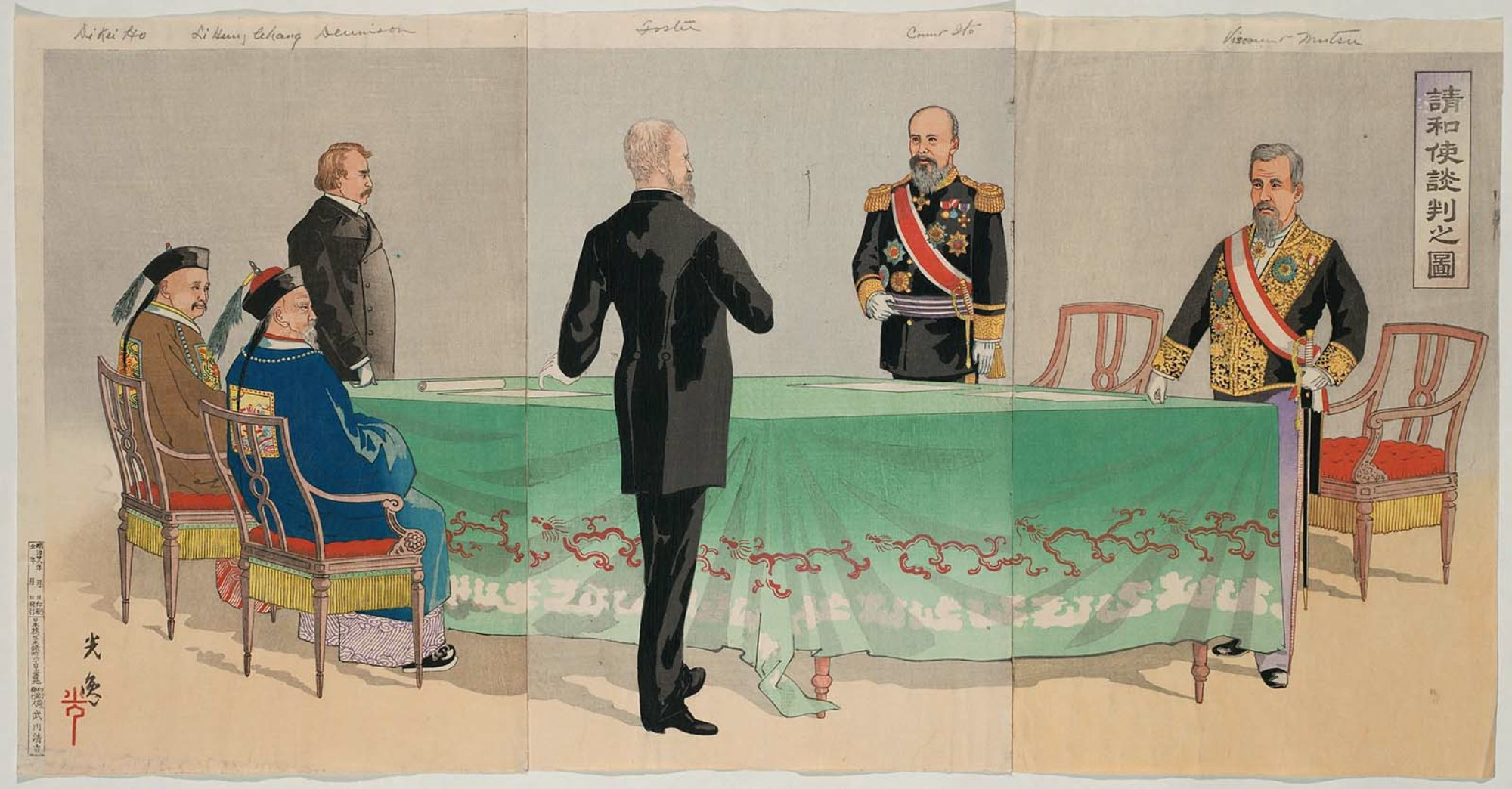
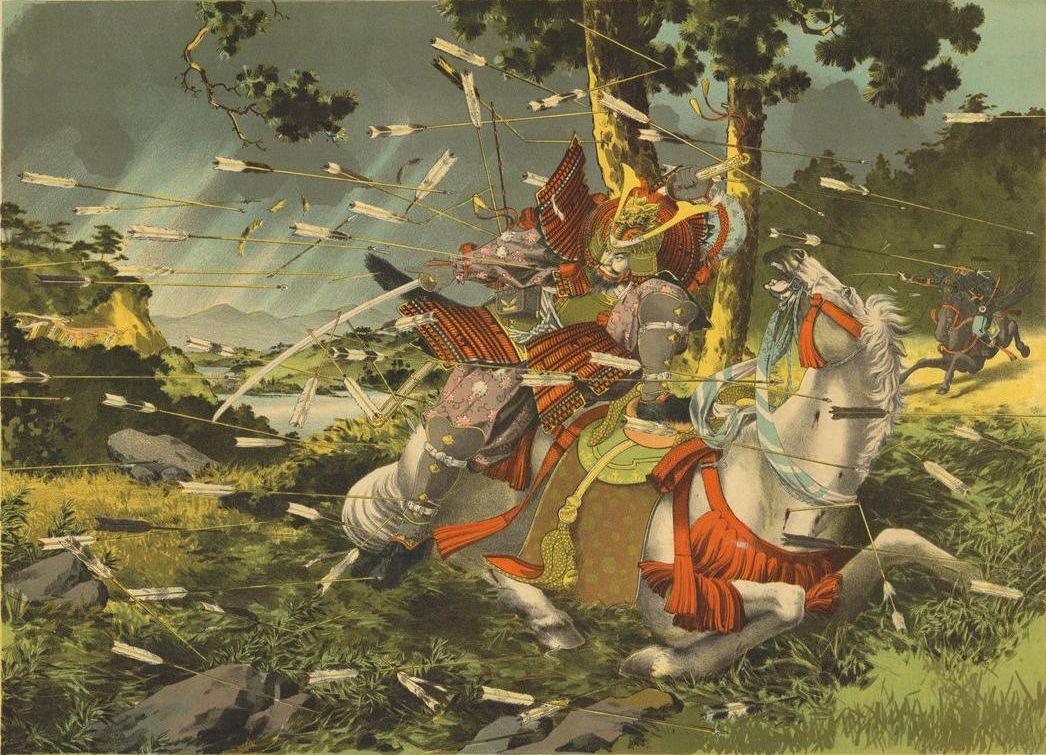

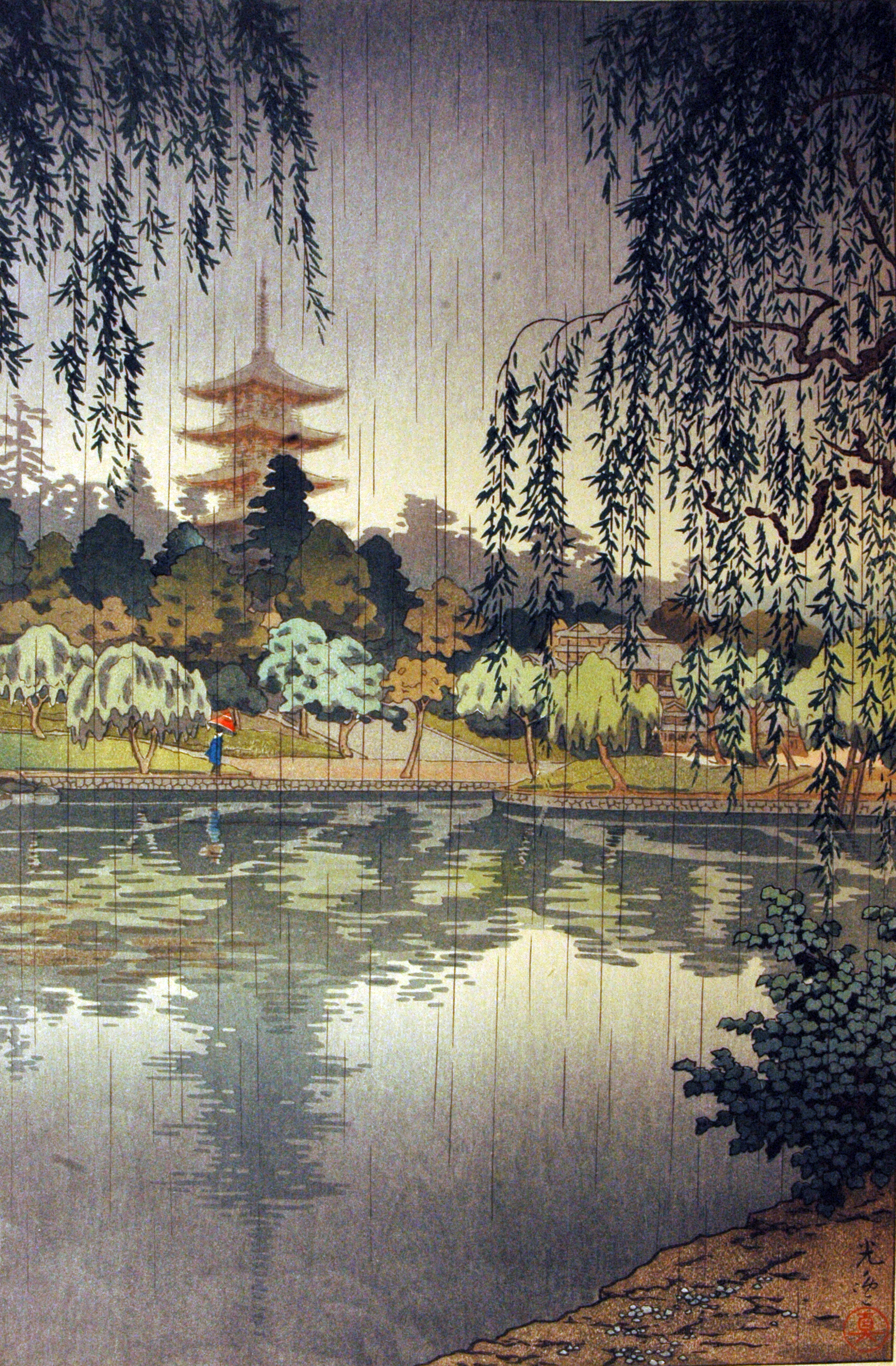
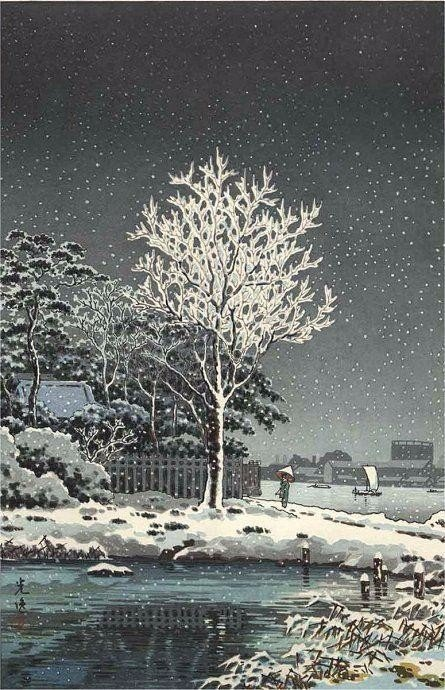
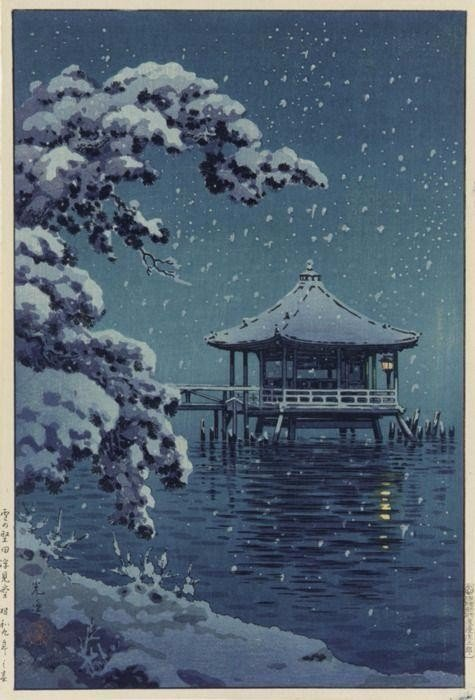
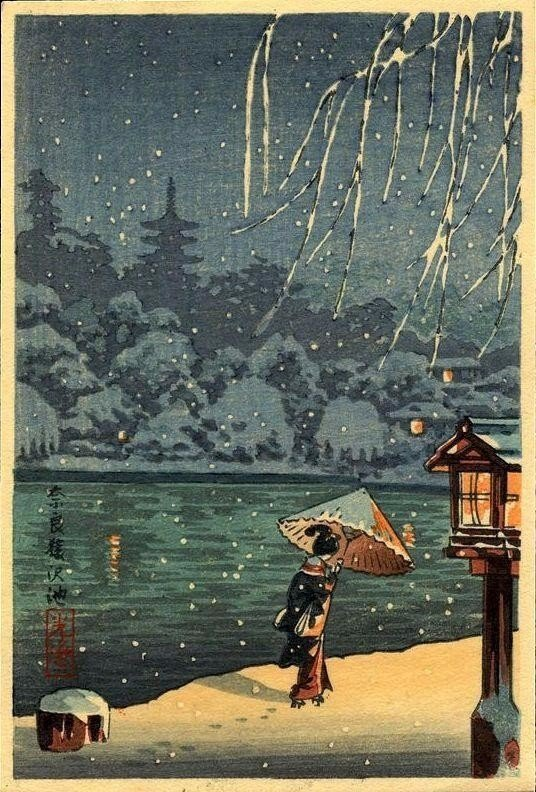
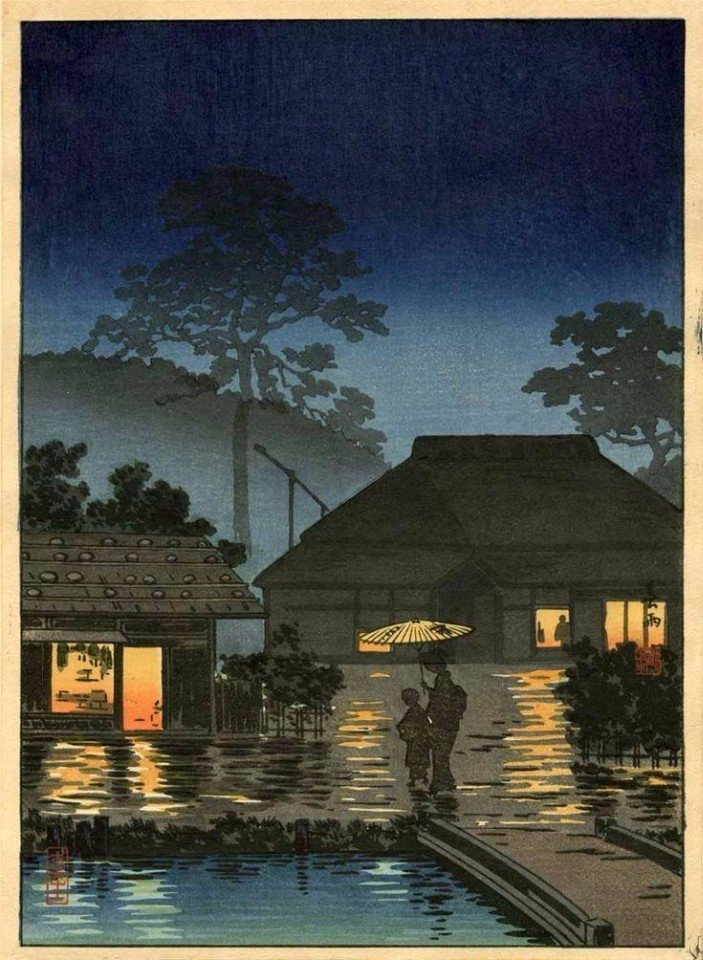
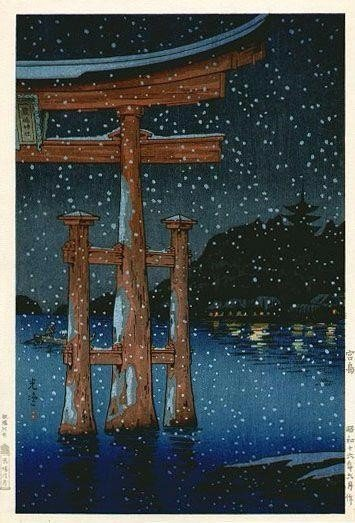
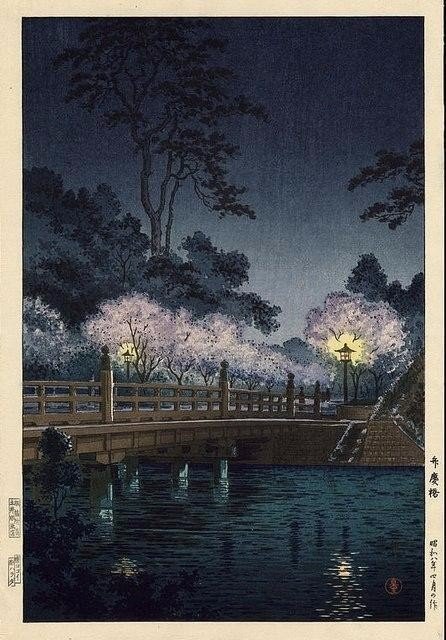
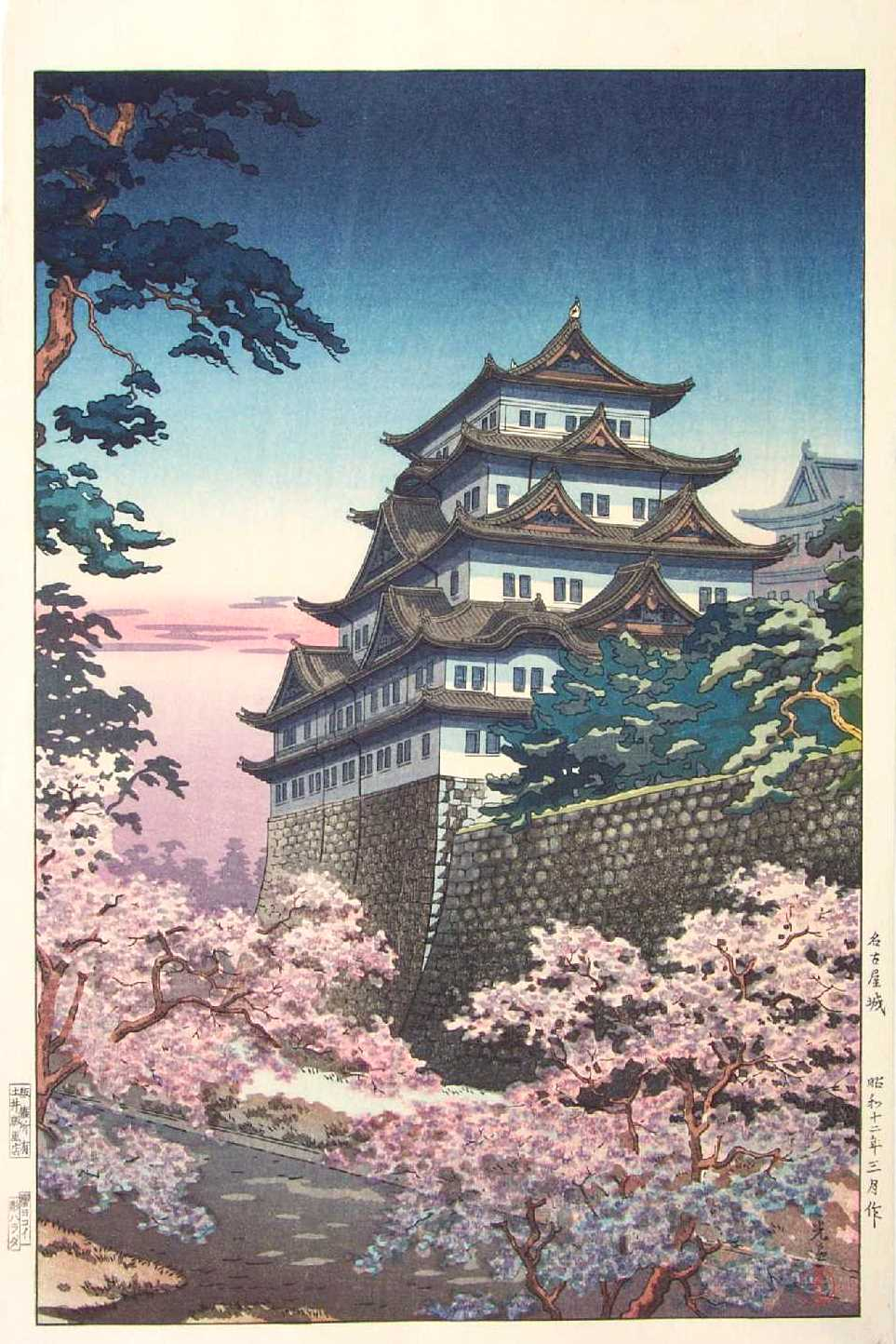